# Konstantine Lordkipanidze
Konstantine Lordkipanidze (gruz. კონსტანტინე ლორთქიფანიძე, ur. 25 grudnia 1904?/7 stycznia 1905 we wsi Didi Dżichaiszi w guberni kutaiskiej (obecnie w Imeretii), zm. 30 lipca 1986 w Tbilisi) – gruziński pisarz i poeta.

## Życiorys
W 1924 ukończył technikum humanistyczne w Kutaisi, od 1924 publikował opowiadania jako prozaik (pierwsze opowiadanie miało tytuł Fotograf), a także poeta liryczny. Tworzył pod silnym wpływem gruzińskich symbolistów, później dał się poznać jako poeta proletariacki, tworząc wiersze o walce rewolucyjnej. W 1926 wydał zbiór Wiersze wybrane, w 1927 Uśmiech, w 1929 Po pierwszym, w 1927 napisał poemat Stienka Razin. W 1938 wydał cykl opowiadań Nieśmiertelność o wydarzeniach na Białorusi podczas wojny domowej. Jednocześnie pracował w wielu pismach. W 1942 został powołany do Armii Czerwonej, od września 1943 uczestniczył w wojnie z Niemcami m.in. jako telefonista w samodzielnej kompanii łączności, w 1944 został korespondentem-organizatorem dywizyjnej gazety „Wpieriod za Rodinu!” wydawanej po gruzińsku. Walczył na Froncie Północno-Kaukaskim i w składzie Samodzielnej Armii Nadmorskiej, brał udział w operacji noworosyjsko-tamańskiej i krymskiej. W 1945 został zdemobilizowany, wrócił do Gruzji. Napisał kilka powieści i opowiadań o heroizmie narodu w walce z Niemcami, m.in. Ostrze bez rdzy (1949, wyd. popr. 1956), cykl opowiadań Śmierć jeszcze poczeka (1968), opowiadania Jak umarł stary rybak, Kiedy człowiek jeden i inne. W latach 1948–1952 wydał powieść Świt Kolchidy o socjalistycznych porewolucyjnych przemianach w chłopskim życiu w Gruzji i Kolektywizacji, a w 1955 i w 1965 dwie części powieści o radzieckiej Gruzji Czarodziejski kamień. W powieści Ortaczalscy rybacy z 1969 poruszał współczesne problemy etyczne. Tłumaczył swoje dzieła na rosyjski. Od 1956 do 1962 był redaktorem naczelnym pisma "Literacka Gruzja", a 1962-1966 redaktorem naczelnym pisma "Ciskari", 1966-1973 dyrektorem wydawnictwa "Nakaduli", a 1973-1986 redaktorem almanachu "Świt". Był bezpartyjny. W latach 1971–1974 sprawował mandat deputowanego do Rady Najwyższej Gruzińskiej SRR.

## Odznaczenia i nagrody
- Medal Sierp i Młot Bohatera Pracy Socjalistycznej (3 maja 1985)
- Order Lenina (dwukrotnie, 7 stycznia 1975 i 3 maja 1985)
- Order Czerwonego Sztandaru Pracy (trzykrotnie, 31 stycznia 1939, 18 maja 1955 i 10 marca 1965)
- Order Czerwonej Gwiazdy (dwukrotnie, 30 września 1943 i 31 grudnia 1944)
- Order „Znak Honoru” (9 września 1971)
- Medal „Za obronę Kaukazu” (1944)
- Nagroda Państwowa Gruzińskiej SRR im. Szoty Rustawelego (1971)

I inne.